# Afrikáans patagónico

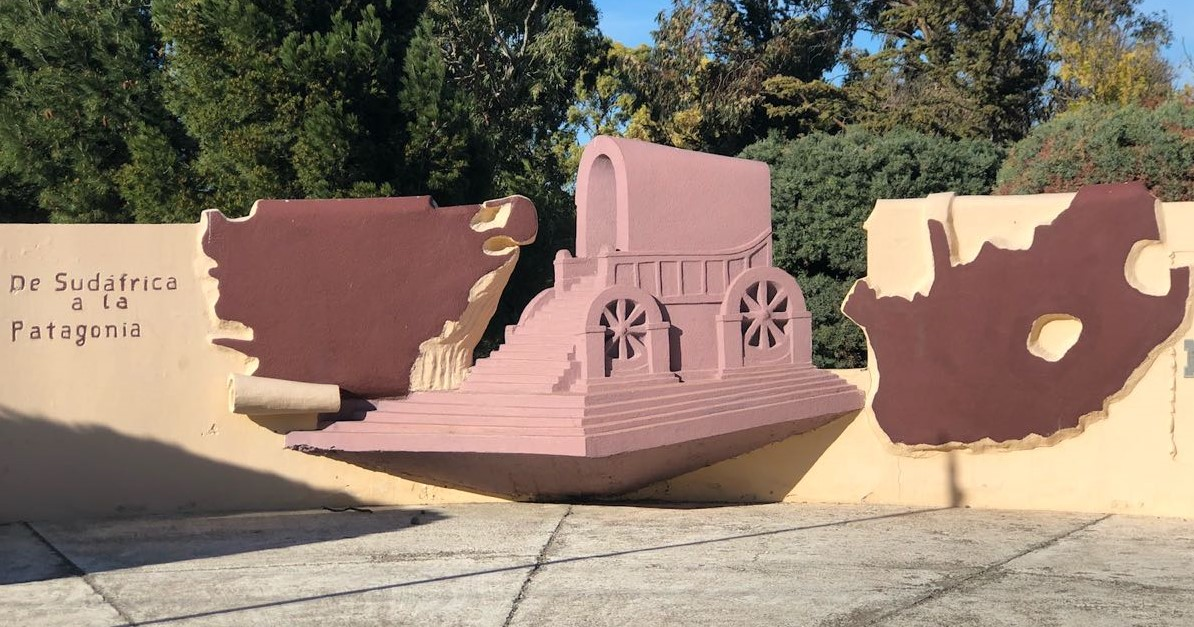
Monumento en conmemoración a la llegada de los bóeres a Chubut.

El afrikáans patagónico es una dialecto del idioma afrikáans hablado en la provincia del Chubut (Argentina) por los descendientes de los inmigrantes bóeres que llegaron durante la segunda guerra bóer. Hoy en día todavía existen comunidades de habla afrikáans con una identidad cultural bien establecida, la mayoría de los hablantes se encuentran en Sarmiento y en Comodoro Rivadavia.

## Características
Algunas palabras también difieren completamente, algunas de las cuales se adaptaron en el siglo XXI. Por ejemplo, «aeropuerto» en el afrikáans estándar se llama «lughawe», una palabra que no existía cuando los primeros bóeres se asentaron en Argentina. En dialecto patagónico, la palabra para «aeropuerto» es «vliegtuigstasie» (literalmente, «estación de aviones»). A continuación se presentan otros ejemplos:
| Comparación de algunas diferencias léxicas | Comparación de algunas diferencias léxicas | Comparación de algunas diferencias léxicas | Comparación de algunas diferencias léxicas |
| Español estándar                           | Afrikáans estándar                         | Afrikáans patagónico                       |                                            |
| ------------------------------------------ | ------------------------------------------ | ------------------------------------------ | ------------------------------------------ |
| aeropuerto                                 | lughawe                                    | vliegtuigstasie                            |                                            |
| nieve                                      | sneeu                                      | kapok                                      |                                            |
| muñeco de nieve                            | sneeuman                                   | kapokpop                                   |                                            |
| maestro                                    | onderwyser                                 | leermeester                                |                                            |
| señor                                      | meneer                                     | mister                                     |                                            |
| gobierno                                   | regering                                   | goewerment                                 |                                            |
| juez                                       | regter                                     | juts                                       |                                            |
| camión                                     | bakkie                                     | camión                                     |                                            |
| cirujano                                   | chirurg                                    | operasiedokter                             |                                            |
| sí                                         | ja                                         | sí                                         |                                            |
| albóndiga                                  | frikkadel                                  | maalbolletjie                              |                                            |